# Café Scientifique
Il Café Scientifique è un movimento scientifico popolare nato a Leeds nel 1998 grazie a Duncan Dallas, e basato a sua volta sul movimento filosofico francese Café Philosophique fondato da Marc Sautet nel 1992. Il movimento è attivo prevalentemente nel Regno Unito (42 caffè sul territorio nazionale e 12 all'estero gestiti direttamente dal British Council). In seguito, il movimento si è diffuso in molte altre città del mondo, mantenendo la denominazione di Café Scientifique o, più semplicemente, Science Café (in italiano Caffè Scienza o Caffè Scientifico).
L'attività dei café consiste nel far assistere e partecipare il pubblico a degli incontri con alcuni scienziati. La nota caratteristica di questi incontri è che l'atmosfera è informale, ed i relatori sono invitati - per quanto possibile - a non utilizzare linguaggio settoriale. Lo scopo dei café è quello di demistificare la ricerca scientifica e fare avvicinare anche il pubblico generalista alle problematiche scientifiche e tecnologiche preminenti, e cioè in particolar modo a quelle dal maggior impatto sociale.
Nel Regno Unito, inoltre, esistono anche dei café pensati per i ragazzi (Junior Café Scientifique) e le loro attività solitamente si tengono all'interno degli edifici scolastici. Anche in Italia è iniziata un'attività simile (caffè-scienza junior) in cui gli eventi sono organizzati dai ragazzi (con l'aiuto delle associazioni di promozione dei caffè-scienza).